# ساتوشي يوكوياما
ساتوشي يوكوياما (باليابانية: 横山 聡) (مواليد 14 فبراير 1980)، هو لاعب كرة قدم ياباني سابق كان يلعب كمهاجم.

## وصلات خارجية
- ساتوشي يوكوياما على موقع رابطة كرة القدم اليابانية للمحترفين (اليابانية)
- ساتوشي يوكوياما على موقع قاعدة بيانات كرة القدم.إي يو (الإنجليزية)
- ساتوشي يوكوياما على موقع عالم كرة القدم.نت (الإنجليزية)